# 佐々木寛文
佐々木 寛文（ささき ひろゆき、1990年11月13日 - ）は、日本の陸上競技選手。専門は長距離走。千葉県柏市出身。佐久長聖高校、早稲田大学卒業。大学卒業後は日清食品グループを経て、現在はプレス工業所属。

## 人物
- 佐久長聖高校、早稲田大学卒業後、日清食品グループ陸上長距離部に所属した。チームの同期には高校時代の同級生でもある村澤明伸がいた。2018年にプレス工業に移籍。
- 中学3年時に都道府県対抗男子駅伝6区区間新、高校3年時に全国高校駅伝6区区間新、大学2年時に出雲駅伝4区区間新と、中学時代・高校時代・大学時代とそれぞれ全国区の駅伝で区間記録を樹立してきた。中でも全国高校駅伝6区の記録は2019年に破られるまで11年間保持していた[1]。

## 略歴

### 中学時代
都道府県対抗男子駅伝に出身地である千葉県チームから2度出場。中学3年時には6区を走り8分38秒という区間記録を樹立し、ジュニアB優秀選手賞を受賞した。

### 高校時代
地元千葉県を離れ長野県に所在する駅伝の強豪校・佐久長聖高校に進学。同期には村澤明伸(東海大学卒)や千葉健太(駒澤大学卒)、1学年後輩には矢野圭吾(日本体育大学卒)や大学でも後輩となる大迫傑などがおり、大学時代に箱根駅伝で区間賞の活躍をすることとなる強力なチームメイトに恵まれた。最終学年時にはキャプテンを務め、第59回全国高校駅伝では6区で区間新記録を樹立する好走。チームの全国高校駅伝初優勝に貢献した。なお、この大会での優勝タイムは、日本高校最高記録として現在も保持されている。

### 大学時代
佐久長聖高校の同期である平賀翔太とともに早稲田大学に進学。箱根駅伝では、山の神と呼ばれ当時5区山登りで無類の強さを見せていた東洋大学の柏原竜二に唯一対抗できる存在として、初年度から出場が期待されたが、大会直前に新型インフルエンザにかかった影響からメンバーを外れた。2年生になると早稲田大学の主力選手として活躍。出雲駅伝では4区を担当し、区間新記録の快走。早稲田大学14年ぶりの出雲路制覇に貢献した。続く全日本大学駅伝では4区を担当し、東洋大学・駒澤大学に次ぐ3位でタスキを受けると、高校時代の同級生である駒澤大学の千葉健太と競り合いを制し、先頭の東洋大学も捉えトップで5区走者の志方文典に中継し区間賞も獲得。5区の志方も区間賞の走りで後続を突き放すと、その後は先頭を譲ることなく、早稲田大学は15年ぶりに全日本大学駅伝優勝を果たした。大学駅伝三冠がかかる第87回箱根駅伝でも活躍が期待された。しかし５区にエントリー予定だったが、東洋大の柏原と対決するプレッシャーに負け、本番1週間前に合宿所から脱走してしまい欠場した。（2019年の箱根駅伝シンポジウムで渡辺監督が暴露）（表向きは坐骨神経痛の影響で欠場となっている）。出雲駅伝・全日本大学駅伝と区間賞を獲得した佐々木を欠いた早稲田大学であったが、大迫傑や平賀翔太の活躍もあり、見事18年ぶりの箱根駅伝優勝を果たし、史上3校目の大学駅伝三冠を成し遂げた。箱根駅伝には3年時の第88回大会で初出走し、7区で区間3位であった。最終学年時には駅伝主将としてチームをまとめた。

## 記録
自己ベスト
- 5000m 公認:14分04秒44
- 10000m 公認：28分43秒21
- ハーフマラソン 公認：1時間02分36秒
- マラソン 公認：2時間14分16秒[12]